# یوآن شیکای
یوآن شیکای (به نویسه‌های چینی سنتی: 袁世凱 (زادهٔ ۱۶ سپتامبر ۱۸۵۹، درگذشت ۶ ژوئن ۱۹۱۶) یک نظامی و دولت مرد چینی بود؛ که در اواخر دودمان چینگ، به قدرت رسید و تلاش کرد با یک سری پروژهٔ اصلاحی و امروزی سازی، این دودمان را نجات دهد؛ برخی از این اصلاحات در نظام آموزشی، دادگاه‌ها، مالیات‌ها، نظام اداری و … وارد شد. او نخستین ارتش مدرن را برای چین ایجاد کرد او در سال‌های آخر دودمان چینگ و پیش از کناره‌گیری پویی در سال ۱۹۱۱ میلادی، توانست بازدهی دولت محلی در شمال چین را بالا ببرد. پس از آن با مذاکراتی که صورت گرفت او توانست نخستین رئیس‌جمهور جمهوری چین، در سال ۱۹۱۲ میلادی شود.
ایجاد نظام اداری و ارتش منظم، باعث شد تا گام‌های اصلی برای یکه‌سالاری رئیس‌جمهور در جمهوری چین برداشته شود. او در دورهٔ کوتاه، تمام تلاشش را کرد تا پادشاهی چین را دوباره برپا کند و پادشاهی هانگشیان (洪憲皇帝) را تشکیل دهد.

## اوایل زندگی
یوآن شیکای در روستای ژنگایینگ (張營村) شهرستان زیانگچنگ، بخش اداری ژوکو، استان هنان به دنیا آمد. خاندان او بعدها، ۱۶ کیلومتر به سمت جنوب شرق زیانگ چنگ، به یک منطقهٔ پر تپه که برای دفاع آسان‌تر بود کوچ کردند. در آن منطقه، آن‌ها روستایی به شکل دژ به نام یوآن ژایکون (袁寨村) ساختند، ترجمهٔ نام این روستا عبارت است از روستای مستحکم خاندان یوآن.
خاندان یوآن از نظر علمی آنقدر سرشار بودند که بتوانند آموزش‌های سنتی لازم را به او بدهند. او به عنوان یک مرد جوان، می‌توانست دوچرخه سواری کند، مبارزه کند و با دوستانش به تفریح برود. در نتیجه، امید آن می‌رفت که او بتواند در بخش حکومتی برای خودش کاری پیدا کند اما، با اینکه دو بار در آزمون شرکت کرد، هر دو بار ناکام ماند. از این رو، بر آن شد تا از راه ارتش هوآی جایی که بسیاری از خویشاوندانش در آن مشغول بودند، وارد سیاست شود.
او برای آغاز به کار، مانند روش معمول در اواخر دورهٔ دودمان چینگ، یک سمت دولتی سطح پایین برای خودش خرید و
در سال ۱۸۸۰میلادی مشغول به کار شد. او با استفاده از رابط پدرش، توانست به تنگژو و شاندانگ سفر کند و به سمت‌های بالاتر برسد.
نخستین ازدواج او در سال ۱۸۷۶میلادی، با زنی از خانوادهٔ یو بود. از همین همسر بود که نخستین پسرش به نام کدینگ به دنیا آمد. پس از آن، او با ۹ زن دیگر هم‌بالین شد.